# كوبتس تيتا
كوبتس تيتا أو كوبتس ماميرا (الاسم العلمي Coptis teeta))، نبات من ولاية آسام (منطقة هندية تقع بين بنغلاديش وبورما) من فصيلة الشقيقيات، يُستعمل في التداوي جذره الأصفر اللون، الشديد المرارة. وهو
يحتوي على حوالي 9 بالمئة من البربارين، وعلى مادة بلورية تُسمى كوبتين، وهي جوهر الجذور أي Radix coptidis،
ومادة مُقوية.